# 검은가슴할미새사촌
검은가슴할미새사촌(Pericrocotus tegimae) 또는 류큐할미새사촌은 할미새사촌과의 한 종으로, 일본의 고유종이다. 이 종은 과거에 할미새사촌의 아종으로 분류되었던 바가 있다. 검은가슴할미새사촌의 학명은 일본의 박물학자였던 세이이치 테지마(Seiichi Tegima)의 이름을 따서 붙여진 것이다.

## 모습
검은가슴할미새사촌은 몸 길이가 약 20 cm이며 긴 꼬리와 짧은 부리를 가진 날씬한 모습을 한 새이다. 상체 부분은 이마와 날개의 흰색 띠를 제외하면 짙은 회색을 띠고 있다. 검은색 눈선이 있으며, 목 아랫부분과 옆부분은 흰색, 가슴 부분은 회색이다. 부리와 눈은 검은색이다.

## 분포
검은가슴할미새사촌은 본래 일본 류큐 제도의 고유종이었다. 그러나 1970년대 규슈 남부로 확산하였고 2010년에 들어서는 규슈 전체와 시코쿠, 혼슈 서부까지 확산되었다.

## 서식지
야생에서, 검은가슴할미새사촌의 서식지는 상록수림, 혼합낙엽수림이다. 검은가슴할미새사촌은 해발 고도 0 m에서 해발 1,700 m 높이까지 다양한 높이에서 서식한다.